# Juliusz Narzyński
Juliusz Jerzy Narzyński (ur. 1 grudnia 1934 w Warszawie, zm. 8 listopada 2020 tamże) – polski artysta, malarz, wieloletni wykładowca akademicki.

## Życiorys
Artysta urodził się w Warszawie w 1934 roku. W 1959 r. ukończył studia w Akademii Sztuk Pięknych w pracowni prof. Artura Nachta-Samborskiego.
Wielokrotnie prezentował swoje prace w Galerii Sztuki Współczesnej w Warszawie (1965, 1966, 1968, 1970), której był kuratorem w latach 1967–1973.
Od 1973 r. kierował pracownią malarstwa w Państwowej Wyższej Szkole Sztuk Plastycznych w Łodzi (obecnie Akademia Sztuk Pięknych im. Władysława Strzemińskiego w Łodzi).
Jego prace znajdują się w wielu kolekcjach prywatnych oraz publicznych. W tym między innymi w Muzeum Narodowym w Warszawie, w Zachęcie Narodowej Galerii Sztuki w Warszawie, Muzeum Narodowym w Poznaniu, czy w Muzeum Narodowym w Kielcach.
Był laureatem m.in. II Nagrody na II Biennale Sztuki w Iglesias (1963), Nagrody Krytyki Artystycznej im. Cypriana Kamila Norwida (1969) oraz był stypendystą Rządu Holenderskiego (1970).
Został pochowany na cmentarzu ewangelisko-augsburskim w Warszawie (aleja A, grób 3).

## Malarstwo
Krytycy uznają malarstwo Juliusza Narzyńskiego za nadrealistyczne, pełne barw i symboli. Jego dzieła lokalizowane są w obszarze tradycji surrealizmu, a jego najczęściej pojawiającym się motywem są poetyckie pejzaże. Jak tłumaczy Mieczysław Szewczuk: Poetyckie, w znaczeniu potocznym, dzięki stworzonej przez fantazję innej rzeczywistości, dalekiej od otaczającej realności, atmosferze tajemnicy, ale też dzięki tytułom – zbudowanym z (...) słów, ułożonych jak fragment poetyckiej frazy.
Prace Narzyńskiego zmuszają odbiorcę do myślenia i rozszyfrowania przesłania ukrytego w symbolach lub konstrukcji obrazu.

## Wybrane wystawy indywidualne oraz zbiorowe
Artysta brał udział w ponad 200 wystawach indywidualnych i zbiorowych w kraju oraz zagranicą.
Prace prezentował na wystawach indywidualnych między innymi w Galerii Sztuki Współczesnej w Warszawie (1965, 1966, 1968, 1970), w Galeria Ved Aeu w Aarhus (1969), Galeria Aktie Y 68 w Haarlemie (1970), Galerii Lambert w Paryżu (1971), warszawskiej „Zachęcie” (1972), w Berlinie Zachodnim (1978), w białostockim „Arsenale” (1980), Galerii Sztuki BWA w Łodzi (1986), Centrum Sztuki Studio w Warszawie (1987), Bildgalleriet w Varberg (1988), Galerii Sztuki Współczesnej BWA w Olsztynie (1990), Centrum Sztuki Studio w Warszawie (1994), Galerii „Kwadratura Koła” w Toruniu (1996), Galerii „Milano” w Warszawie (1997) oraz Galerii Miejskiej w Łodzi (1999).
A także na ponad stu pięćdziesięciu wystawach zbiorowych, w tym: „Pięciu młodych malarzy z Europy Wschodniej” w Galerii Lambert Paryżu (1965), V Biennale Sztuki Młodych w Muzeum Sztuki Współczesnej w Paryżu (1967), Międzynarodowym Festiwalu Sztuki w Edynburgu (1969), Międzynarodowym Salonie Malarstwa w Monte Carlo (1976), w prezentacjach polsko-francuskich w Pałacu Papieskim w Awinionie (1984), Tuluzie i Galerii Studio w Warszawie (1985), a także w Finlandii, Danii, Szwecji, Czechosłowacji, Jugosławii, na Węgrzech, w Rumunii, ZSRR, RFN, Austrii, Wenezueli, Indiach, Iraku, Kanadzie i USA.